# Ishikawa Goemon
Ishikawa Goemon (石川 五右衛門, Ishikawa Goemon, 24 de agosto de 1558 - 8 de octubre de 1594) fue un legendario héroe forajido japonés que robó oro y otros objetos de valor para dárselos a los pobres. Él y su hijo fueron hervidos vivos en público después de su fallido intento de asesinato del caudillo del período Sengoku, Toyotomi Hideyoshi. Su leyenda sigue viva en la cultura popular japonesa contemporánea, la que a menudo le otorga habilidades ninja exageradas.

## Biografía

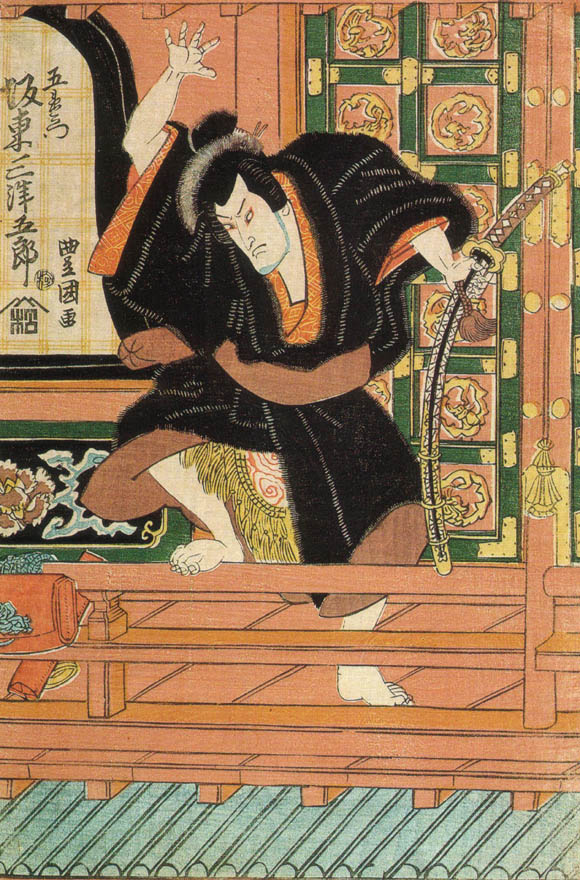
Bandō Mitsugorō III interpretando el papel de Ishikawa Goemon en el drama kabuki "Sanmon Gosan no Kiri", que se representó en 1820 en el teatro Nakamura-za (grabado de Utagawa Toyokuni)

Hay poca información histórica sobre la vida de Goemon, y como se ha convertido en un héroe popular, se ha especulado mucho sobre sus antecedentes y orígenes. En su primera aparición en los anales históricos, en la biografía de Hideyoshi de 1642, se hacía referencia a Goemon simplemente como un ladrón. A medida que su leyenda se hizo popular, se le atribuyeron varias hazañas antiautoritarias, incluido un supuesto intento de asesinato contra caudillo militar del clan Oda, Oda Nobunaga.
Hay muchas versiones de los antecedentes y relatos de su vida de Goemon. Según uno de ellos, nació como Sanada Kuranoshin en 1558 en una familia samurái al servicio del poderoso clan Miyoshi en la provincia de Iga. En 1573, cuando su padre (posiblemente Ishikawa Akashi) fue asesinado por los hombres del shogunato Ashikaga (en algunas versiones su madre también fue asesinada), Sanada, de 15 años, juró venganza y comenzó a entrenar las artes del Iga ninjutsu bajo Momochi Sandayu (Momochi Tamba). Sin embargo, se vio obligado a huir cuando su maestro descubrió el romance de Sanada con una de sus amantes (no antes de robarle una valiosa espada a su maestro). Algunas otras fuentes dicen que su nombre es Gorokizu (五郎 吉) y dicen que vino de la provincia de Kawachi y que no era un nukenin (ninja fugitivo) en absoluto. Luego se trasladó a la vecina región de Kansai, donde formó y dirigió una banda de ladrones y bandidos como Ishikawa Goemon, robando a los ricos señores feudales, comerciantes y clérigos, y compartiendo el botín con los campesinos oprimidos. Según otra versión, que también atribuyó a Goemon un intento fallido de envenenamiento en la vida de Nobunaga, se vio obligado a convertirse en ladrón cuando las redes ninja se rompieron.

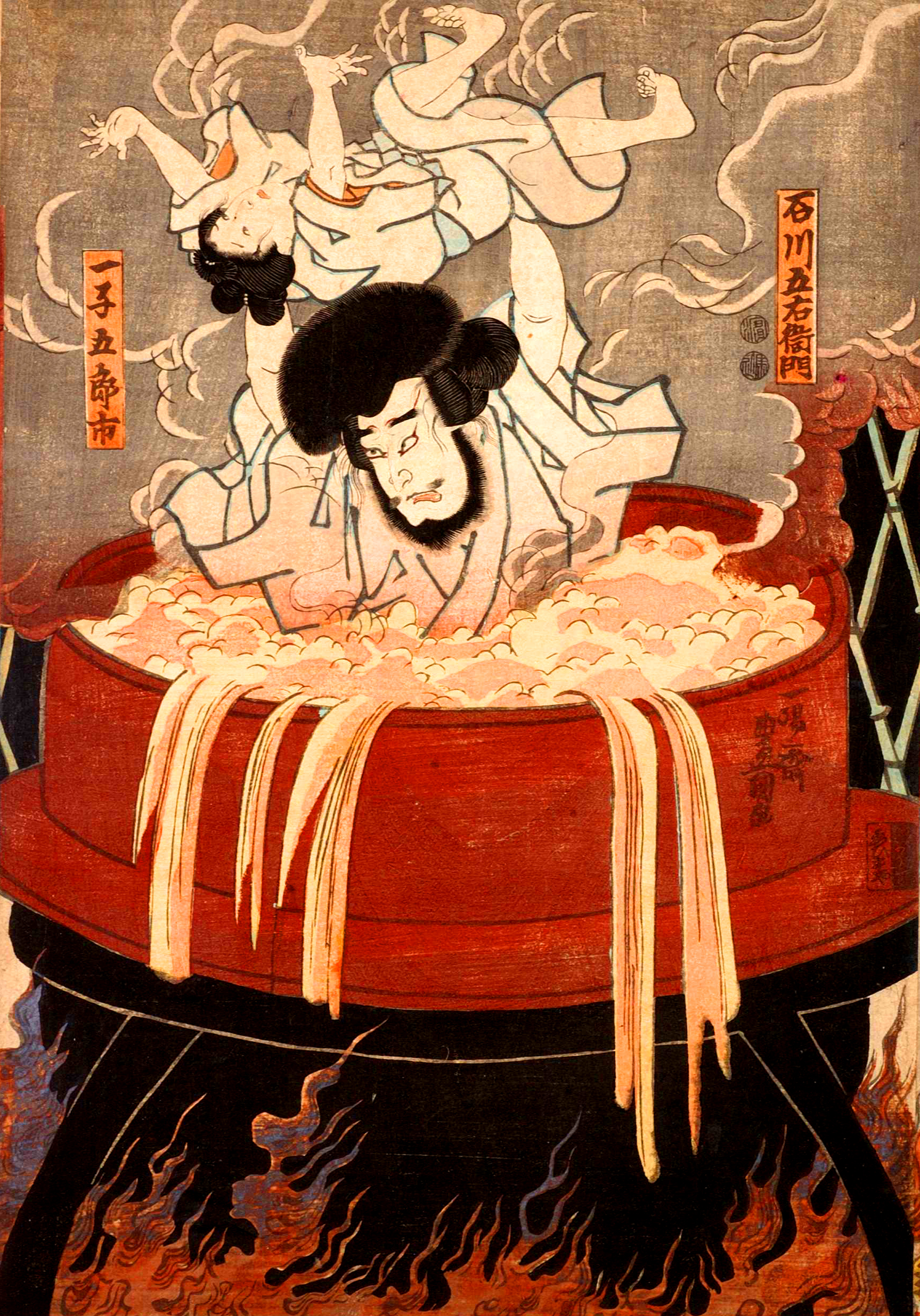
Ejecución de Goemon Ishikawa (una imagen de finales del de Toyokuni Ichiyōsai)

También hay varios relatos contradictorios de la ejecución pública de Goemon al hervirlo frente a la puerta principal del templo budista Nanzen-ji en Kioto, que incluyen, entre otros, los siguientes:
- Goemon intentó asesinar a Hideyoshi para vengar la muerte de su esposa Otaki y la captura de su hijo, Gobei. Se coló en el castillo de Fushimi y entró en la habitación de Hideyoshi, pero tiró una campana de una mesa. El ruido despertó a los guardias y Goemon fue capturado. Fue sentenciado a muerte al ser hervido vivo en un caldero de hierro junto con su hijo muy pequeño, pero pudo salvar a su hijo sosteniéndolo por encima de su cabeza. Entonces su hijo fue perdonado.[7]
- Goemon quería matar a Hideyoshi porque era un déspota. Cuando entró en la habitación de Hideyoshi, fue detectado por un incensario místico. Fue ejecutado el 8 de octubre junto con toda su familia hirviéndolo vivo.[8]
- Al principio, Goemon trató de salvar a su hijo del calor sosteniéndolo en lo alto, pero luego de repente lo hundió profundamente en el fondo del caldero para matarlo lo más rápido posible. Luego se paró con el cuerpo del niño en alto en el aire desafiando a sus enemigos, hasta que finalmente sucumbió al dolor y las heridas y se hundió en la olla.[9]

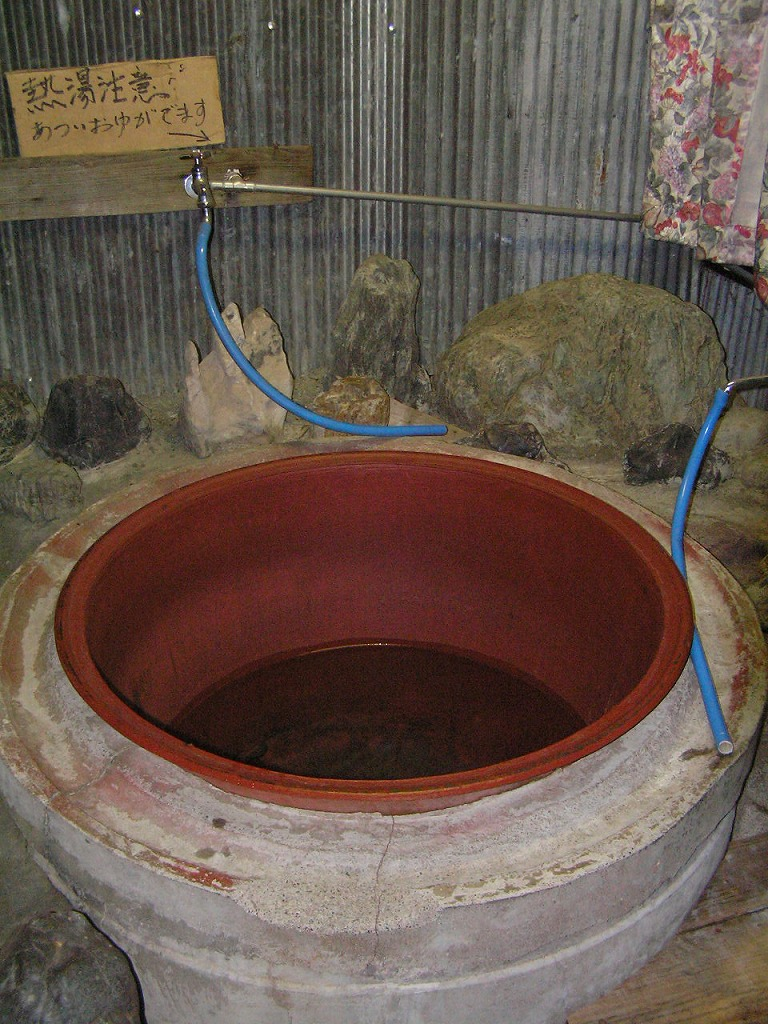
Una bañera goemonburo

Incluso la fecha de su muerte es incierta, ya que algunos registros dicen que tuvo lugar en verano, mientras que otro lo fecha el 8 de octubre (es decir, después de mediados del otoño japonés). Antes de morir, Goemon escribió un famoso poema de despedida, diciendo que no importa qué, los ladrones siempre existirían. Una lápida dedicada a él se encuentra en el templo Daiunin en Kioto. Una gran bañera de hierro con forma de tetera ahora se llama goemonburo ("baño Goemon").

## En drama kabuki
Ishikawa Goemon es el tema de muchas obras clásicas de kabuki. El único que todavía se representa hoy en día es Kinmon Gosan no Kiri (El Golden Gate y el escudo de Paulownia), una obra de cinco actos escrita por Namiki Gohei en 1778. El acto más famoso es "Sanmon Gosan no Kiri" ("La puerta del templo y el escudo de Paulownia") en el que Goemon se ve por primera vez sentado en la parte superior de la puerta Sanmon en Nanzen-ji. Está fumando una pipa de plata de gran tamaño llamada kiseru y exclama: "La vista de la primavera vale mil piezas de oro, o eso dicen, pero es muy poco, muy poco. ¡Estos ojos de Goemon valoran diez mil!". Goemon pronto se entera de que su padre, un chino llamado Sō Sokei, fue asesinado por Mashiba Hisayoshi (un alias kabuki popular para Hideyoshi) y se pone en marcha para vengar la muerte de su padre. También aparece en algunas versiones del famoso cuento de los cuarenta y siete Rōnin. En 1992, Goemon apareció en la serie kabuki de sellos postales japoneses.

## En la cultura popular
En general, hay dos formas en las que Goemon ha sido retratado con mayor frecuencia en la cultura popular moderna: un ninja joven y delgado o un bandido japonés corpulento y de complexión fuerte. Ha sido retratado en literatura, cine, manga, anime, videojuegos y en otros medios.
Goemon fue tema de varias películas japonesas anteriores a la Segunda Guerra Mundial, como Ishikawa Goemon Ichidaiki e Ishikawa Goemon no Hoji. Es un villano en Torawakamaru the Koga Ninja, y un antagonista trágico en Fukurō no Shiro (y en su versión Owls' Castle, interpretado por Takaya Kamikawa). Él y su ejecución se mencionan en la película muda de Ozu "A Story of Floating Weeds". Es el tema de las novelas y series de películas de Shinobi no Mono, protagonizada por Ichikawa Raizō VIII como Goemon en las tres primeras entregas. En la tercera película de Shinobi no Mono, conocida en inglés como Goemon Will Never Die, se escapa de la ejecución mientras otro hombre es sobornado para que lo hiervan en su lugar. En la película Goemon, es interpretado por Yōsuke Eguchi y representado como el seguidor más fiel de Nobunaga y asociado con Hattori Hanzō, así como con Kirigakure Saizō y Sarutobi Sasuke de Sanada Ten Braves.
Goemon es el personaje principal de la serie de videojuegos de Konami, Ganbare Goemon, así como una serie de televisión basada en ella. Goemon aparece en la serie de videojuegos Samurai Warriors y Warriors Orochi, donde es un autoproclamado rey de los ladrones, empuñando una maza gigante y un cañón montado en la espalda, así como en los videojuegos Blood Warrior, Kessen III, Ninja Master's: Haō Ninpō Chō (representado como un héroe bandido gigante, que también lleva un cañón y busca saquear el castillo de Nobunaga), Shogun Warriors y Throne of Darkness, donde ha sido salvado por Tokugawa Ieyasu con la condición de que se uniera al onimitsu.
En el juego de cartas coleccionables Yu-Gi-Oh Goe Goe the gallant ninja es una carta basada en el personaje de la serie de videojuegos Ganbare Goemon
Goemon era un nombre de ring de Koji Nakagawa, un luchador en Frontier Martial-Arts Wrestling.
Goemon es la persona de Yusuke Kitagawa en el videojuego Persona 5.
El método de administración de veneno a veces atribuido al supuesto intento de Goemon de matar a Nobunaga inspiró la escena de la muerte de Aki en la película Sólo se vive dos veces.
El método de que Goemon sea hervido vivo mientras sostiene a su hijo sobre su cabeza se hace referencia y se reinterpreta en forma visual en el Capítulo 971 de One Piece, con Kozuki Oden sosteniendo a sus nueve vasallos sobre su cabeza con una plataforma de madera.
En la serie de manga Lupin III, el personaje Goemon Ishikawa XIII es un descendiente de la decimotercera generación del Goemon original y, como él, es un proscrito.